# Henri Lauvaux
Henri Lauvaux (ur. 9 października 1900 w Châlons-sur-Marne, zm. 19 lipca 1970 w Paryżu) – francuski lekkoatleta (długodystansowiec), medalista olimpijski z 1924.
Zdobył brązowy medal w drużynie w biegu przełajowym na igrzyskach olimpijskich w 1924 w Paryżu (wraz z Gastonem Heuetem i Maurice’em Norlandem), a indywidualnie zajął w tym biegu 8. miejsce. Bieg był rozgrywany w upale i ukończyło go tylko 15 zawodników na 38 startujących. Lauvaux wystąpił na tych igrzyskach również w biegu na 10 000 metrów, w którym zajął 11. miejsce.
Na kolejnych igrzyskach olimpijskich w 1928 w Amsterdamie Lauvaux nie ukończył biegu na 10 000 metrów.
Był mistrzem Francji w biegu na 10 000 metrów w 1928, wicemistrzem na tym dystansie w 1924 oraz brązowym medalistą w biegu na 3000 metrów w 1923.
Jego starszy brat Gustave był również lekkoatletą długodystansowcem, uczestnikiem igrzysk olimpijskich w 1920 w Antwerpii.